# 拉伊昂瓦勒
拉伊昂瓦勒（法語：Lailly-en-Val，直译：「位于河谷地区的“拉伊”」，法語發音：[laji ɑ̃ val]），法国中北部城市，中央-卢瓦尔河谷大区卢瓦雷省的一个市镇，隶属于奥尔良区，其市镇面积为45.61平方公里，2022年1月1日时人口数量为3,100人，在法国城市中排名第3,588位。
拉伊昂瓦勒位于卢瓦雷省西南部，卢瓦尔河左岸的一处洼地地区，西南侧与卢瓦-谢尔省接壤，是一个区域性的中心城市，多个方向的公路在此交汇。

## 地名来源
根据当地官方网站的论述，“Lailly”这一形式自1274年起出现，该名称起源及含义尚不清楚；“en-Val”则自1918年起成为当地官方名称的一部分，其来源可能与当地的自然地理特征有关。

## 历史

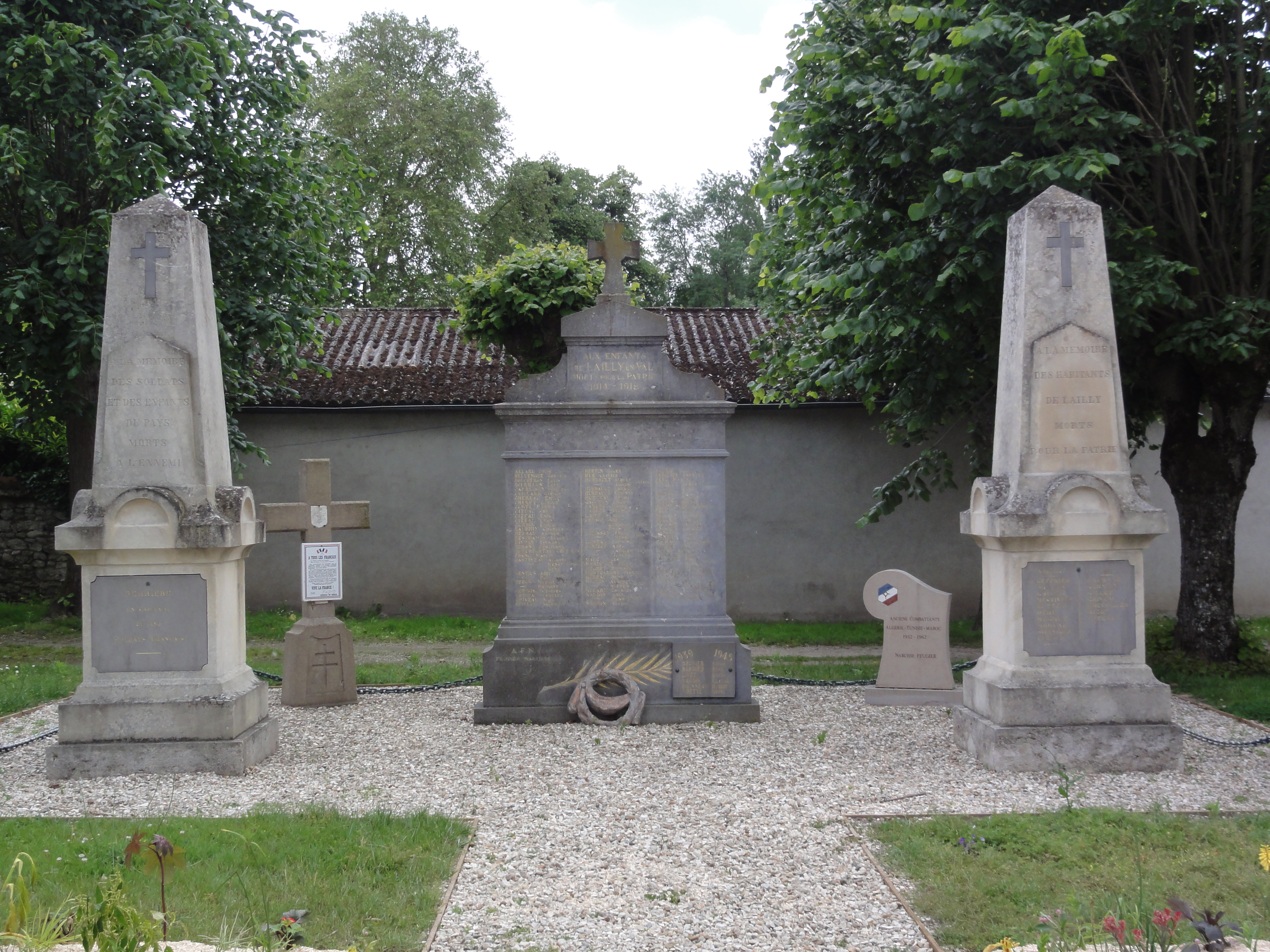
拉伊昂瓦勒烈士纪念碑

拉伊昂瓦勒早期历史尚不清楚，当地历史上长期为一处普通农业村落，法国大革命后成为卢瓦雷省的一个市镇。1794年，蒙赛（Monçay）整体并入拉伊昂瓦勒的市镇范围内。
在地方历史文化研究方面，当地地方史爱好者雅克·尼沃（Jacques Niveau）曾于1997年和2014年两次撰写了关于拉伊昂瓦勒的书籍，详细描写了当地的各阶段地方史。

## 地理

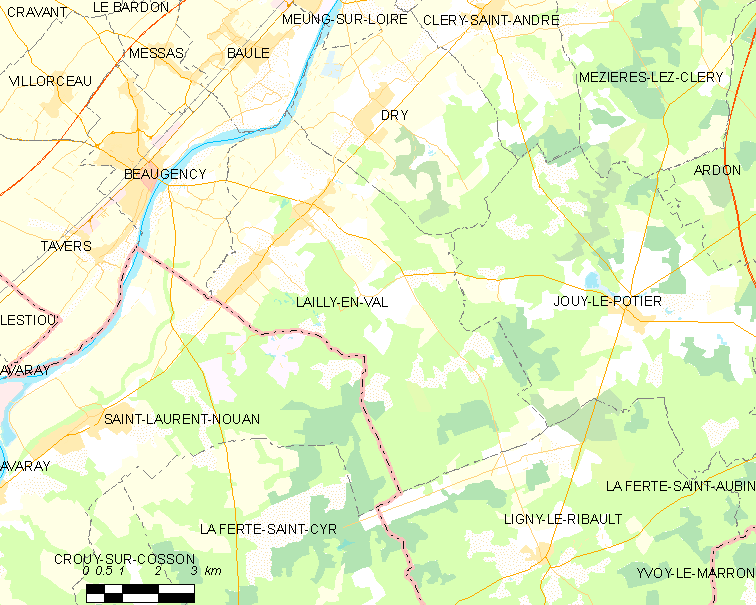
拉伊昂瓦勒市镇范围地图

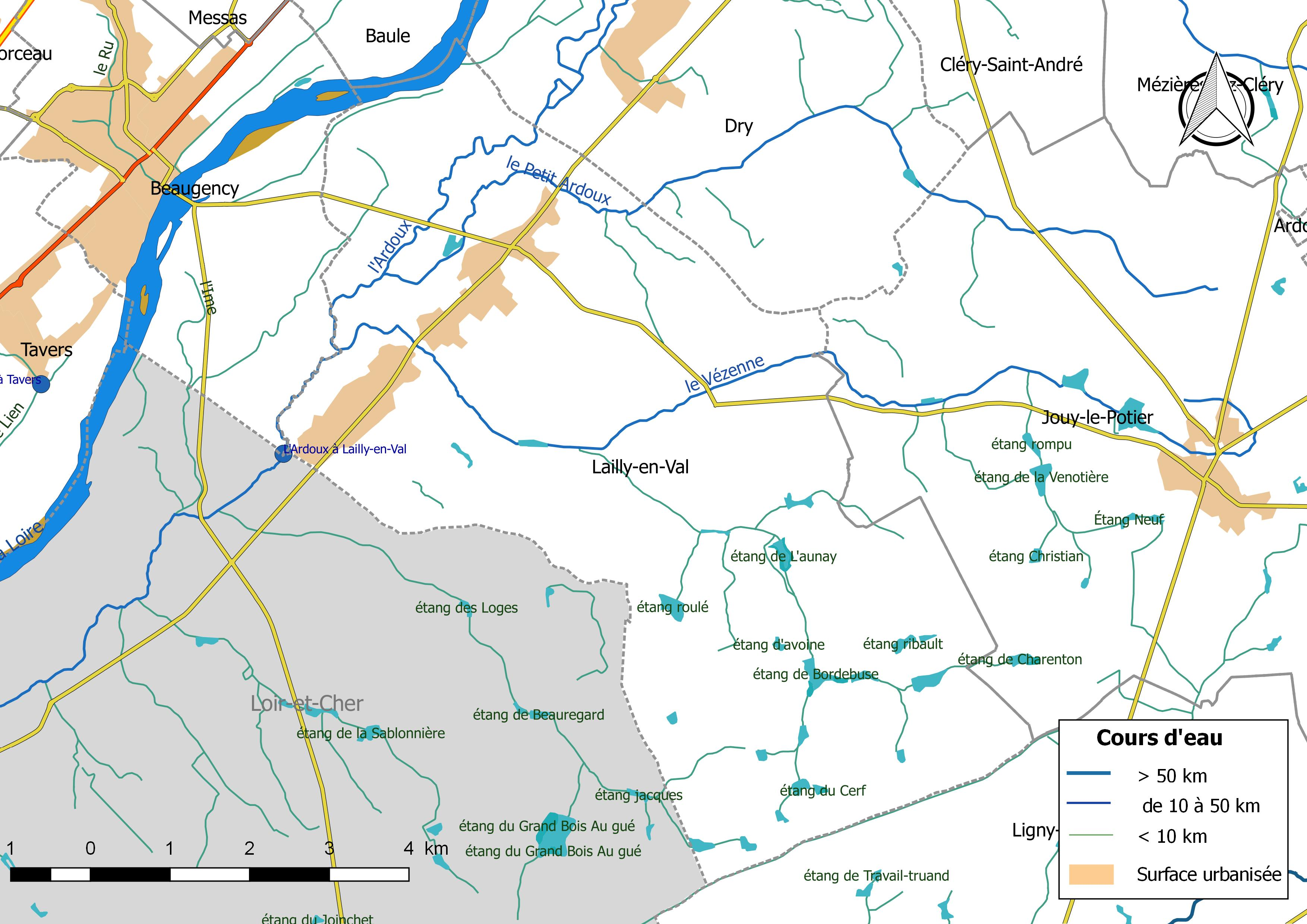
拉伊昂瓦勒水文地图

拉伊昂瓦勒位于法国中北部，中央-卢瓦尔河谷大区中北部偏东和卢瓦雷省西南部，距离省会奥尔良大约24公里。与拉伊昂瓦勒接壤的市镇包括：茹伊勒波捷、圣洛朗-努昂、博勒、博讓西、德里、利尼勒里博。

### 地形
拉伊昂瓦勒位于卢瓦尔河左岸的一处低洼地带，其境内以平原为主，市镇中心地势较为平坦，全境海拔在78到115米之间。

### 水文
拉伊昂瓦勒位于卢瓦尔河流域，其市镇所处区域在历史上曾为卢瓦尔河的河床南缘，当地土地中有大量河流沉积物存在，在地质及地形学上属于河谷地区，“Val”一名亦由此而来。河流北移后的故道成为阿尔杜河，水网复杂，周边有多处水塘分布。

### 植被
拉伊昂瓦勒属于温带阔叶混交林区，林地主要分布于河流及水域附近。
在鲜花城市的评比中，拉伊昂瓦勒暂未被评级。

### 气候
拉伊昂瓦勒在柯本气候分类法中属于温带海洋性气候。
距离博让西最近的常年气象站为位于利尼勒里博，以下为该气象站的详细数据（其中日照数据取自奥尔良-布里西气象站）：
| 利尼勒里博 1981年－2019年 | 利尼勒里博 1981年－2019年 | 利尼勒里博 1981年－2019年 | 利尼勒里博 1981年－2019年 | 利尼勒里博 1981年－2019年 | 利尼勒里博 1981年－2019年 | 利尼勒里博 1981年－2019年 | 利尼勒里博 1981年－2019年 | 利尼勒里博 1981年－2019年 | 利尼勒里博 1981年－2019年 | 利尼勒里博 1981年－2019年 | 利尼勒里博 1981年－2019年 | 利尼勒里博 1981年－2019年 | 利尼勒里博 1981年－2019年 |
| 月份                      | 1月                       | 2月                       | 3月                       | 4月                       | 5月                       | 6月                       | 7月                       | 8月                       | 9月                       | 10月                      | 11月                      | 12月                      | 全年                      |
| ------------------------- | ------------------------- | ------------------------- | ------------------------- | ------------------------- | ------------------------- | ------------------------- | ------------------------- | ------------------------- | ------------------------- | ------------------------- | ------------------------- | ------------------------- | ------------------------- |
| 历史最高温 °C（°F）       | 17.1 (62.8)               | 22 (72)                   | 26 (79)                   | 31 (88)                   | 34.5 (94.1)               | 38 (100)                  | 38.6 (101.5)              | 40.9 (105.6)              | 35.3 (95.5)               | 30.5 (86.9)               | 22.7 (72.9)               | 19.5 (67.1)               | 40.9 (105.6)              |
| 平均高温 °C（°F）         | 7.2 (45.0)                | 8.7 (47.7)                | 12.8 (55.0)               | 16 (61)                   | 20 (68)                   | 23.5 (74.3)               | 26 (79)                   | 25.8 (78.4)               | 21.9 (71.4)               | 16.9 (62.4)               | 10.9 (51.6)               | 7.5 (45.5)                | 16.4 (61.5)               |
| 日均气温 °C（°F）         | 3.8 (38.8)                | 4.3 (39.7)                | 7.4 (45.3)                | 10 (50)                   | 14.1 (57.4)               | 17.3 (63.1)               | 19.4 (66.9)               | 19 (66)                   | 15.4 (59.7)               | 11.7 (53.1)               | 6.9 (44.4)                | 4.3 (39.7)                | 11.1 (52.0)               |
| 平均低温 °C（°F）         | 0.4 (32.7)                | 0 (32)                    | 2 (36)                    | 4 (39)                    | 8.1 (46.6)                | 11 (52)                   | 12.8 (55.0)               | 12.2 (54.0)               | 8.9 (48.0)                | 6.6 (43.9)                | 2.9 (37.2)                | 1.1 (34.0)                | 5.8 (42.4)                |
| 历史最低温 °C（°F）       | −19.5 (−3.1)              | −18.9 (−2.0)              | −13.9 (7.0)               | −5.5 (22.1)               | −2.2 (28.0)               | −0.5 (31.1)               | 4.4 (39.9)                | 2.7 (36.9)                | −0.5 (31.1)               | −6 (21)                   | −11.4 (11.5)              | −15.6 (3.9)               | −19.5 (−3.1)              |
| 平均降水量 mm（）         | 61.2 (2.41)               | 51 (2.0)                  | 54.1 (2.13)               | 56.4 (2.22)               | 68.6 (2.70)               | 52.2 (2.06)               | 63.2 (2.49)               | 46.8 (1.84)               | 57.5 (2.26)               | 70.5 (2.78)               | 70.3 (2.77)               | 70.6 (2.78)               | 722.4 (28.44)             |
| 月均日照時數              | 66.4                      | 87.3                      | 140.5                     | 176.2                     | 207                       | 216.6                     | 221.3                     | 224.6                     | 179.2                     | 121.1                     | 70.6                      | 56.6                      | 1,767.4                   |
| 来源：infoclimat.fr       |                           |                           |                           |                           |                           |                           |                           |                           |                           |                           |                           |                           |                           |

## 行政区划
拉伊昂瓦勒是法国中央-卢瓦尔河谷大区卢瓦雷省的一个市镇，编号为45179。拉伊昂瓦勒隶属于奥尔良区、卢瓦雷省第一选区和博让西县，同时也是卢瓦尔河谷土地市镇公共社区的组成部分。
法国国家统计与经济研究所（简称）在进行数据统计时，将拉伊昂瓦勒单独设为拉伊昂瓦勒城市核心区，并将包括核心区在内的周边共153个市镇划为奥尔良城市区。自2020年起，奥尔良城市区被包含136个市镇的奥尔良城市辐射区代替。此外，还将拉伊昂瓦勒市镇整体看作个“块区”（IRIS），以便于统计人口分布情况。

## 交通

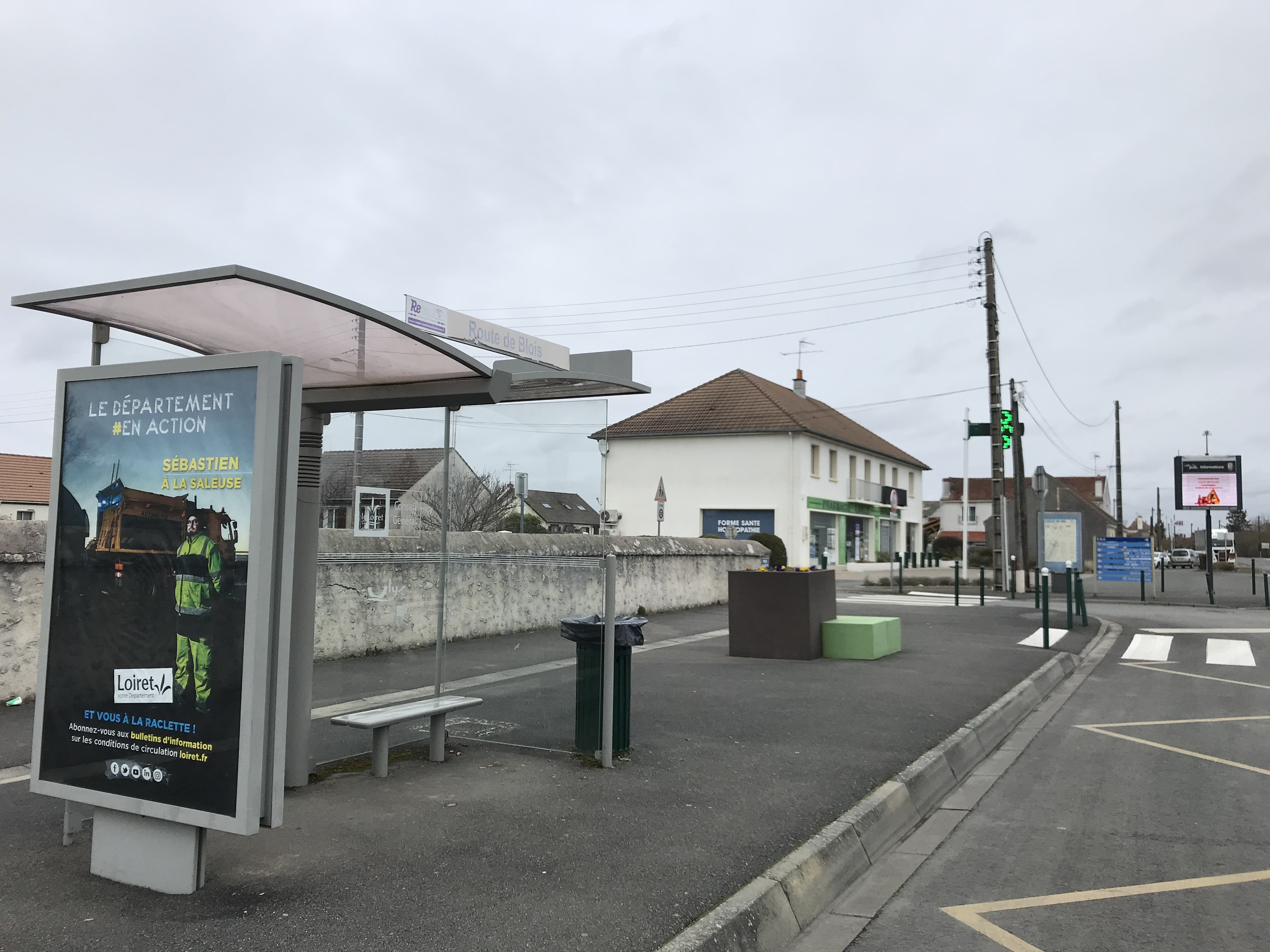
拉伊昂瓦勒的汽车站站台

### 公路
卢瓦雷省省道D19线、D103线和D951线在拉伊昂瓦勒境内交汇。中央-卢瓦尔河谷大区下属的城际客运提供巴士线路，可前往奥尔良及博让西。
| 15 | 11 |

| 3 | 35 |

| 奥尔良 | 24 |

| 博让西 | 5 |

| 布卢瓦 | 35 |

| 圣欧班堡 | 22 |

| 图尔 | 95 |

| 梅尔 | 18 |

2018年，84.4%的拉伊昂瓦勒家庭拥有至少一辆私人汽车。2016年，拉伊昂瓦勒境内共发生各类交通事故3起，造成1人遇难，4人受伤。

### 铁路
距离拉伊昂瓦勒最近的运营中的客运铁路车站为位于巴黎－波尔多铁路上的博让西站，该站停靠往返于奥尔良和图尔一线的区域列车以及少量可直达南特的卢瓦尔河号列车。

### 航空
距离拉伊昂瓦勒最近的民用航空站为图尔卢瓦尔河谷机场，距离拉伊昂瓦勒市中心的公路里程约95公里。

### 城市公共交通
截至2022年3月，拉伊昂瓦勒暂无城市公共交通系统。

## 政治

### 市政内阁

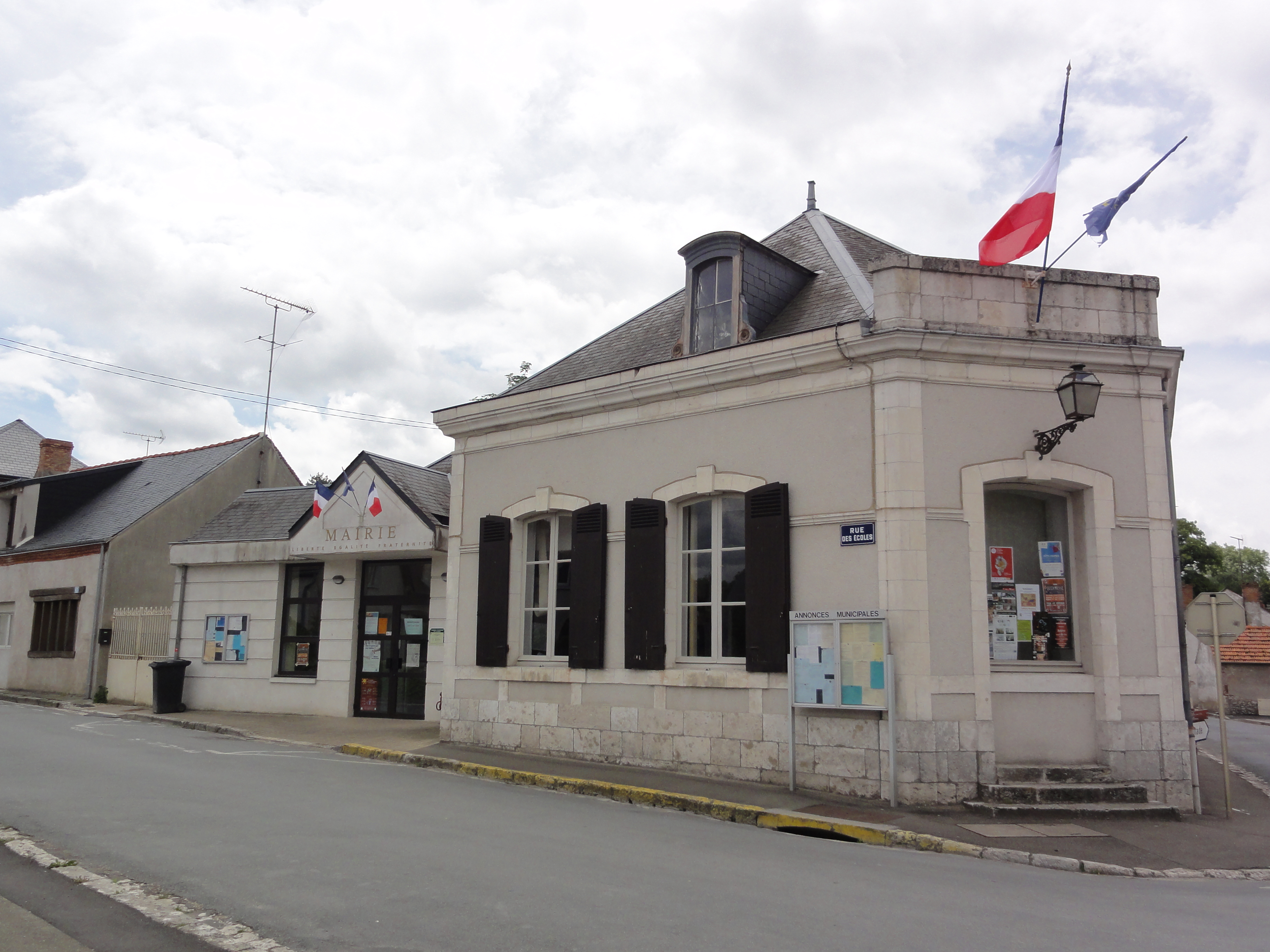
拉伊昂瓦勒市政厅

拉伊昂瓦勒的现任市长为菲利普·戈德里先生（Philippe GAUDRY），他是一名无党派人士，在2020年的市政选举中获得了74.82%的支持率。
| 拉伊昂瓦勒历届市长     | 拉伊昂瓦勒历届市长            | 拉伊昂瓦勒历届市长 |
| 任期                   | 市长                          | 党派               |
| ---------------------- | ----------------------------- | ------------------ |
| （1989年以前资料暂缺） |                               |                    |
| 1989年－2014年         | Yves FICHOU 伊夫·菲舒         | DVG左翼无党派人士  |
| 2014年－               | Philippe GAUDRY 菲利普·戈德里 | 無黨籍             |

### 各级选举
| 拉伊昂瓦勒历届投票选举结果 | 拉伊昂瓦勒历届投票选举结果 | 拉伊昂瓦勒历届投票选举结果 | 拉伊昂瓦勒历届投票选举结果 | 拉伊昂瓦勒历届投票选举结果 | 拉伊昂瓦勒历届投票选举结果 | 拉伊昂瓦勒历届投票选举结果 | 拉伊昂瓦勒历届投票选举结果 | 拉伊昂瓦勒历届投票选举结果 | 拉伊昂瓦勒历届投票选举结果 |
| 选举项目                   | 选举范围                   | 选区单位                   | 选举结果                   | 选举结果                   | 选举结果                   | 选举结果                   | 选举结果                   | 选举结果                   | 参考资料                   |
| 选举项目                   | 选举范围                   | 选区单位                   | 第一轮胜出者               | 第一轮胜出者               | 支持率                     | 第二轮胜出者               | 第二轮胜出者               | 支持率                     | 参考资料                   |
| -------------------------- | -------------------------- | -------------------------- | -------------------------- | -------------------------- | -------------------------- | -------------------------- | -------------------------- | -------------------------- | -------------------------- |
| 2017年法國總統選舉         | 法國                       | 市镇                       |                            | 玛丽娜·勒庞                | 26.83%                     |                            | 埃马纽埃尔·马克龙          | 59.5%                      | [ 20 ]                     |
| 2017年法国立法选举         | 卢瓦雷省第一选区           | 市镇                       |                            | 斯泰法妮·里斯特            | 39.59%                     |                            | 斯泰法妮·里斯特            | 61.52%                     | [ 20 ]                     |
| 2019年欧洲议会选举         | 法國                       | 市镇                       |                            | 若尔当·巴尔代拉            | 27.08%                     | （不适用）                 | （不适用）                 | （不适用）                 | [ 22 ]                     |
| 2021年法国省级选举         | 卢瓦雷省                   | 县                         |                            | 雅克·梅萨 吕迪维娜·拉沃洛  | 40.68%                     |                            | 雅克·梅萨 吕迪维娜·拉沃洛  | 54.65%                     | [ 23 ]                     |
| 2021年法国省级选举         | 卢瓦雷省                   | 市镇                       |                            | 雅克·梅萨 吕迪维娜·拉沃洛  | 37.7%                      |                            | 雅克·梅萨 吕迪维娜·拉沃洛  | 56.1%                      | [ 23 ]                     |
| 2021年法国大区选举         |                            | 市镇                       |                            | 亚历山大·尼科利奇          | 24.28%                     |                            | 弗朗索瓦·博诺              | 38.78%                     | [ 24 ]                     |
| 2022年法国总统选举         | 法國                       | 市镇                       |                            | 玛丽娜·勒庞                | 30.84%                     |                            | 埃马纽埃尔·马克龙          | 52.32%                     | [ 20 ]                     |
| 2022年法国立法选举         | 卢瓦雷省第一选区           | 市镇                       |                            | 斯泰法妮·里斯特            | 28.08%                     |                            | 斯泰法妮·里斯特            | 52.81%                     | [ 20 ]                     |

## 人口
2019年，拉伊昂瓦勒市镇人口数量为3,103，在法国排名第3,588位。其中男性1,516人，女性1,587人，75岁及以上人口占7%，外籍人口数量为49人，人口密度为68人/平方公里，当地居民被称为（男性）或（女性）。2020年，拉伊昂瓦勒境内出生34人，死亡人口34人。
| 拉伊昂瓦勒1901年－2019年人口变化情况 |
|                                      |
| 数据来源：Cassini、INSEE             |

## 经济
拉伊昂瓦勒是一个区域性的中心城市。截止2022年3月，拉伊昂瓦勒市镇范围内共有各类用人单位（包含自雇）346家，平均历史为15年，均为中小型企业（PME）。（轻金属包装）、（暖通设备安装）及（道路铺设工程）是当地2020年营业额最高的三个企业，分别为7,177,516欧元、6,701,602欧元和2,773,877欧元。

## 财政与居民收入
2020年，拉伊昂瓦勒的财政收入总额为1,964,110欧元，财政支出总额为1,642,720欧元，当年的债务总额为824,560欧元。2021年，拉伊昂瓦勒共获得536,235欧元的国家财政补助，比上一年增加了2.31%。
2019年，拉伊昂瓦勒的人均月收入总额为2,245欧元，其中高级职员为3,772欧元，低于法国平均水平（4,230欧元）；中级职员为2,403欧元，低于法国平均水平（2,411欧元）；普通职员为1,786欧元，高于法国平均水平（1,740欧元）。
2018年，拉伊昂瓦勒境内的青壮年（15至64岁）失业率为7.6%，当地56.8%的家庭拥有纳税资格，平均纳税3,069欧元，低于法国平均水平（3,910欧元）。

## 社会事务

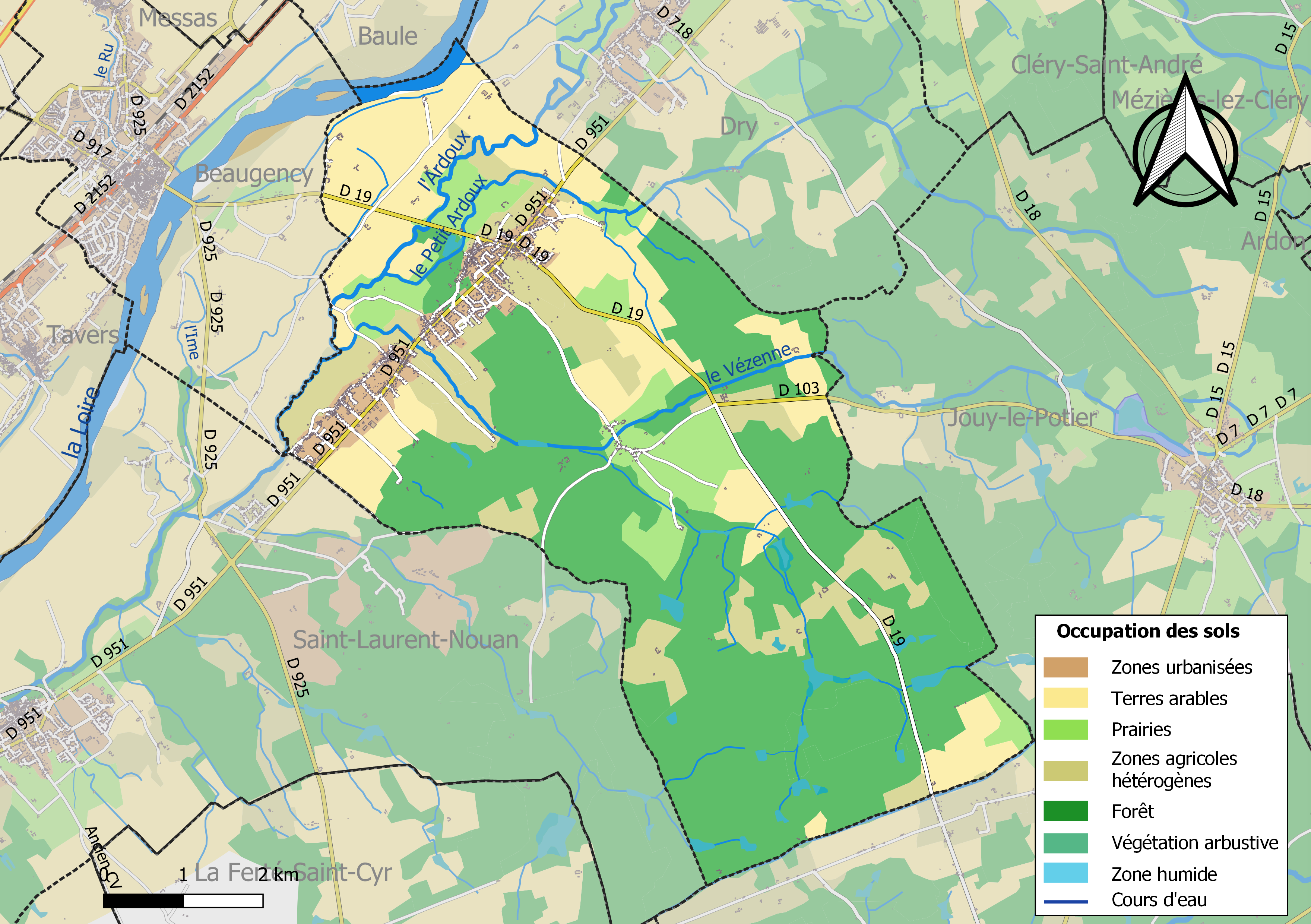
拉伊昂瓦勒土地利用情况地图

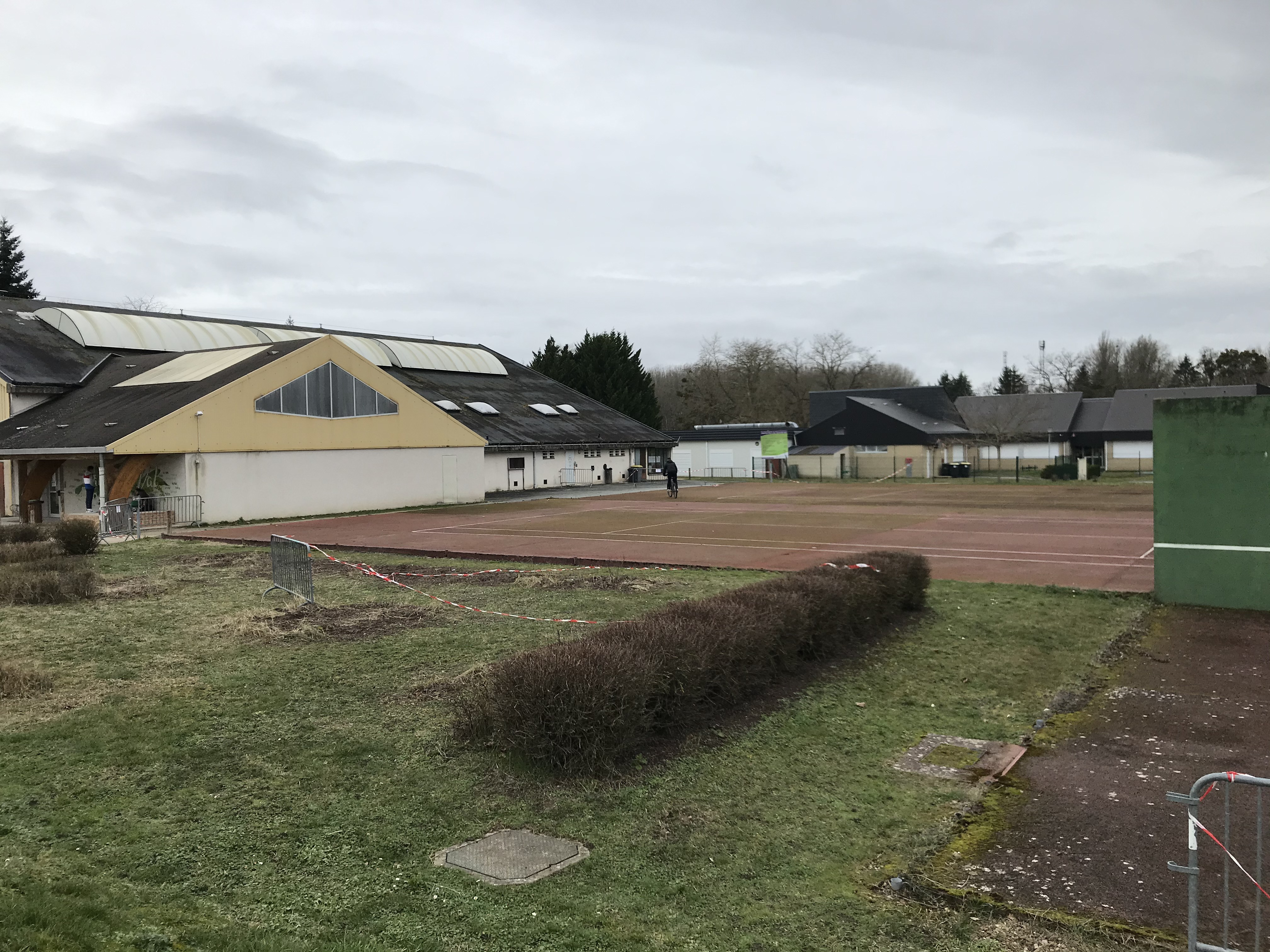
拉伊昂瓦勒体育馆

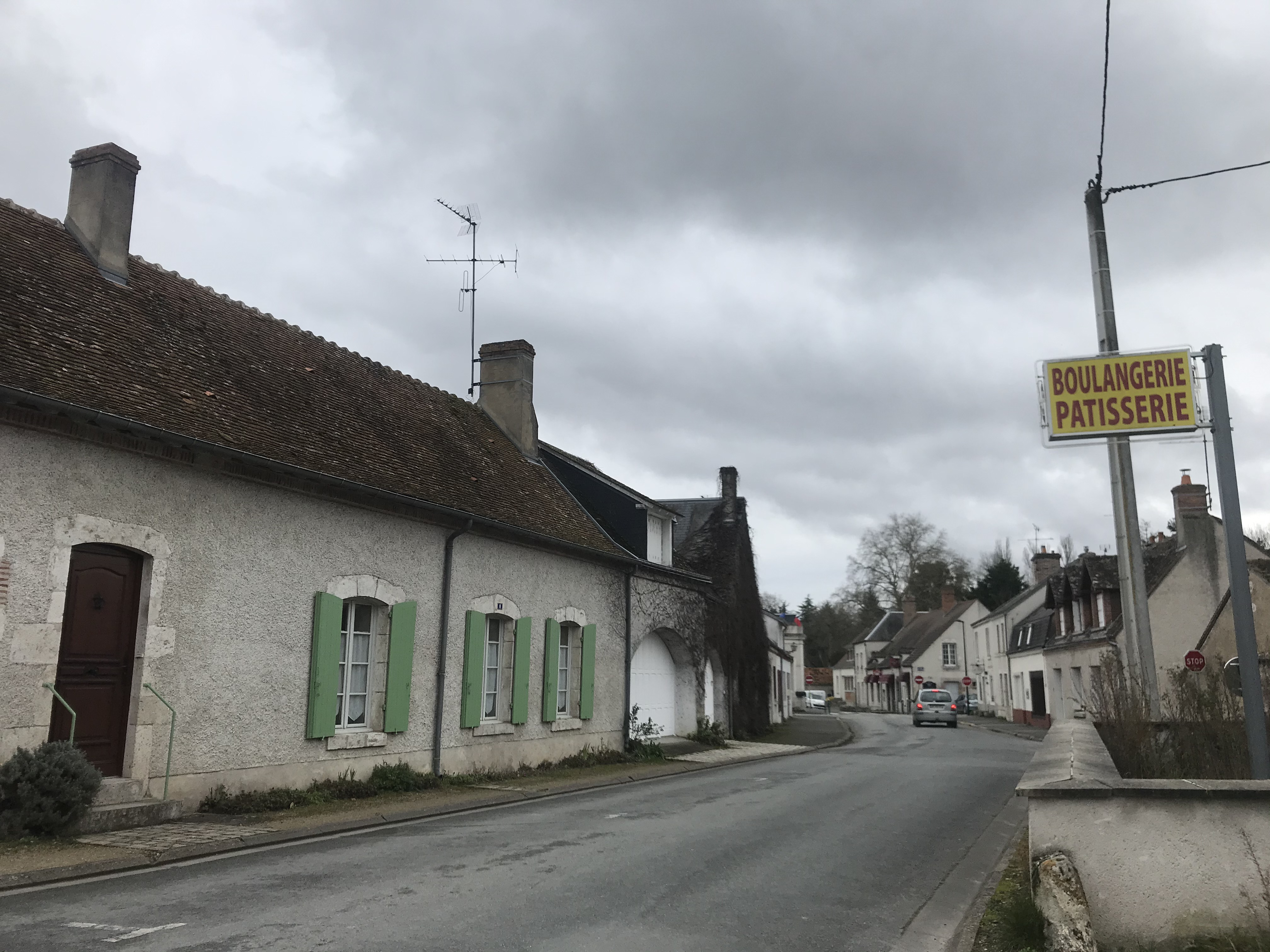
拉伊昂瓦勒镇中心的一条街道

### 教育
拉伊昂瓦勒属于奥尔良-图尔学区。截止2020年1月1日，拉伊昂瓦勒境内共有1所幼儿园和1所小学。

### 医疗
截止2020年1月1日，拉伊昂瓦勒境内共有全科医生2名、保健师2名和护士1名。境内共有药房1家、养老院1家。
距离拉伊昂瓦勒最近的区域性医疗机构为博让西中心医院（Centre Hospitalier de Beaugency），其主病区“卢尔·皮库医院”（Hôpital Lour Picou）位于博让西市区西北部，距离拉伊昂瓦勒市区的正常车程约10分钟，该院设有床位233个，是当地规模最大的公立综合性医院。

### 住房
2018年，拉伊昂瓦勒境内共有各类住房1,365套，其中96.4%为独立式居民区，3.3%为集中式居民区。常住房屋占拉伊昂瓦勒市镇范围内居民建筑总量的88.3%。
在住房保障政策方面，2020年，拉伊昂瓦勒境内共有87户家庭获得了住房经济补助，受益人数占总人口数量的2.8%，其中59份为房租补助。

### 商业
2019年，拉伊昂瓦勒境内共有各类实体商铺52家，其中餐厅3家、杂货店1家、面包房2家、美容美发店2家、汽车维修店5家。镇中心有一处烟酒店。

### 体育
2020年，拉伊昂瓦勒境内共有1间体育馆、2处网球场以及3处足球或橄榄球场。
截至2022年3月，拉伊昂瓦勒运动员俱乐部（Club Athletique de Lailly-en-Val，编号511834）是当地唯一的注册足球俱乐部，其主队2021至2022赛季参加卢瓦雷省足球联赛戊组（法国第十二级别），其主场马塞尔·默纳球场（Stade Marcel Meneux）位于市区西北部。

### 环境
拉伊昂瓦勒的环境事务由其所属的卢瓦尔河谷土地市镇公共社区负责。2019年，拉伊昂瓦勒境内暂无污染企业。

### 治安
拉伊昂瓦勒所在地是奥尔良国家宪兵队（zone gendarmerie de Orléans）的管辖范围。2020年，该宪兵队辖区内共82个市镇累计发生各类案件4,361起，其中盗窃类案件2,043起，经济类案件790起，毒品交易类案件169起。

## 文化

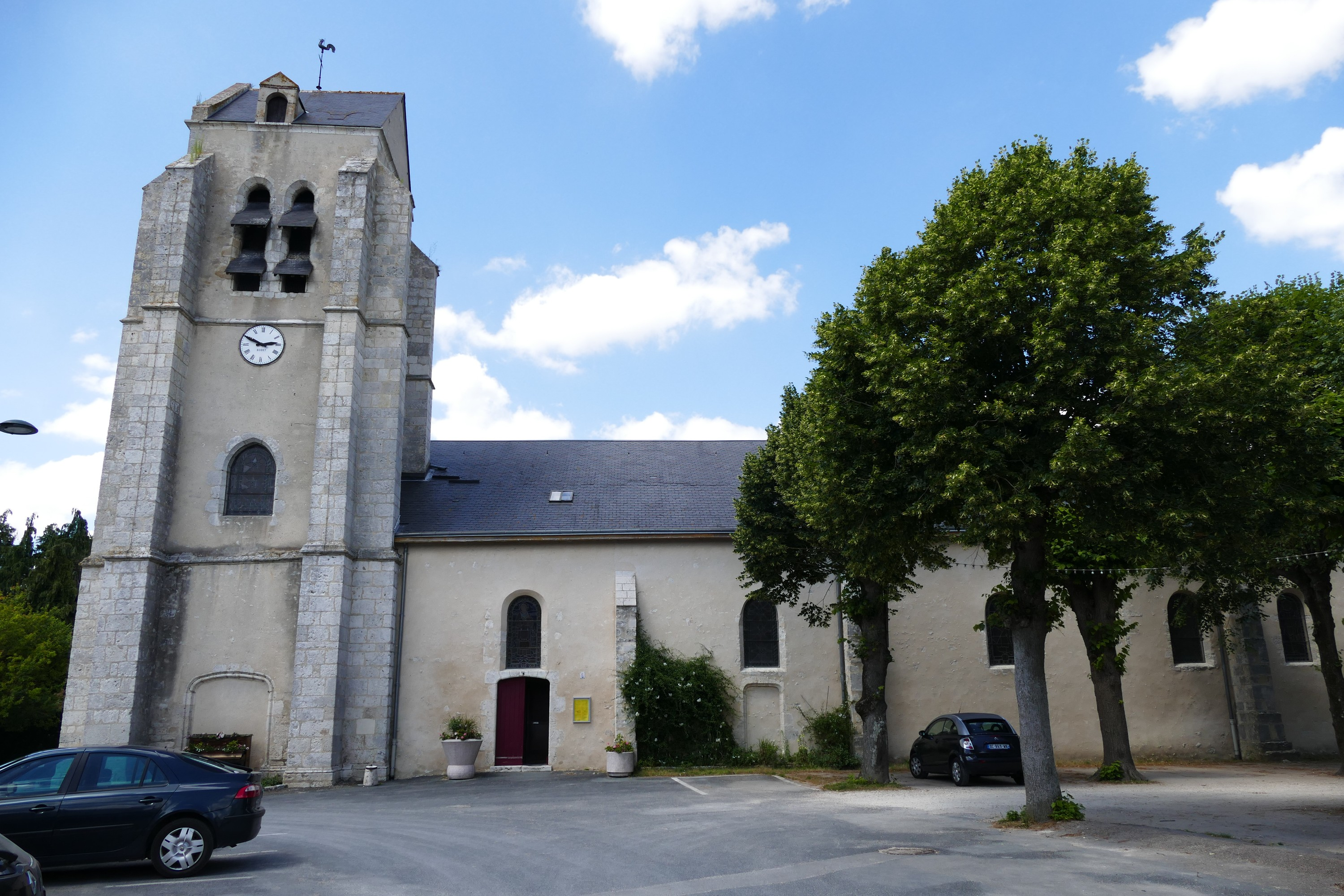
圣叙尔皮斯教堂

2020年，拉伊昂瓦勒境内暂无任何文化设施。拉伊昂瓦勒市政府提供图书馆（Bibliothèque），每周二、三、四、六向公众开放。

### 建筑
拉伊昂瓦勒境内有多处历史建筑，其中圣叙尔皮斯教堂（Église Saint-Sulpice）是当地的地标性建筑物。

### 旅游
拉伊昂瓦勒的旅游事务由其所属的卢瓦尔河谷土地市镇公共社区负责。2021年，拉伊昂瓦勒境内共有1家酒店共计13间房间。《中央共和报》、《加蒂奈光明者报》、蓝色法兰西奥尔良广播等是当地主要地方性媒体。

### 媒体
法国主要的媒体均可在拉伊昂瓦勒接收，法国电视三台下属的中央-卢瓦尔河谷大区频道在部分时段播出拉伊昂瓦勒所属区域的地方新闻。

## 相关人物
法国哲学家艾蒂安·博诺·德·孔狄亚克逝世于拉伊昂瓦勒。

## 友好城市
截至2022年3月，拉伊昂瓦勒暂未建立任何友好城市关系。